# Kartir

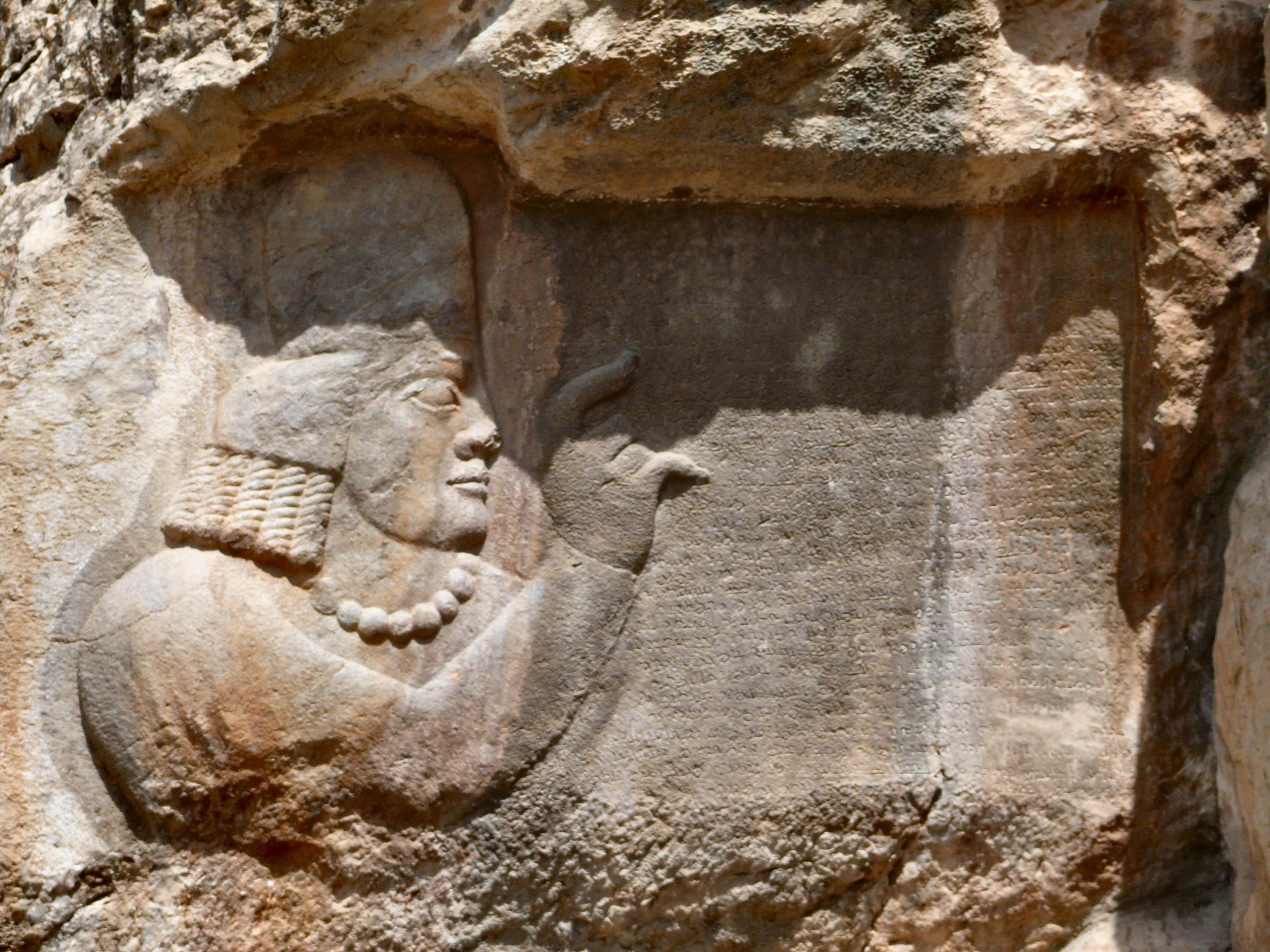
Bas-reliëf van Naqsh-e Rustam

Kartir (2de helft 3e eeuw) was een mobad van het Zoroastrisme en stond voor een orthodoxe leer. Van 273 tot 293 was hij de machtigste man in het Sassanidische Rijk.

## Levensloop
Met lede ogen zag hij de invloed van de profeet Mani op sjah Sjapoer I (241-272). Mani pleitte voor godsdienstvrijheid. Zijn zoon Hormazd I zette het beleid van zijn vader verder. In 273 stierf Hormazd I in verdachte omstandigheden. Zijn opvolger Bahram I (273-276) stond onder invloed van Kartir en liet kort na zijn aanstelling de profeet Mani vermoorden.
Onder Bahram II (276-293) werd Kartir dadwar, opperrechter en zo de machtigste man van het rijk. Na de dood van Bahram II, liet Kartir, zijn zoon, de zwakke Bahram III vervangen door zijn oom Narses (293-301). Vermoedelijk stierf Kartir kort nadien en kwam er terug meer godsdienstvrijheid in het land.